# Lena Carlzon-Lundbäck
Lena Elisabeth Carlzon-Lundbäck (ur. 26 marca 1954 w Malmberget) – szwedzka biegaczka narciarska, zawodniczka klubu Malmbergets AIF.
W Pucharze Świata zadebiutowała 22 lutego 1982 roku w Holmenkollen, zajmując dziewiąte miejsce w biegu na 5 km. Tym samym już w swoim debiucie zdobyła pierwsze pucharowe punkty. Był to równocześnie jej najlepszy wynik w zawodach tego cyklu. W klasyfikacji generalnej sezonu 1981/1982 zajęła ostatecznie 36. miejsce.
W 1976 roku wzięła udział w igrzyskach olimpijskich w Innsbrucku, gdzie była czwarta w sztafecie, dziesiąta w biegu na 10 km i czternasta w biegu na 5 km. Na rozgrywanych cztery lata później igrzyskach w Lake Placid była szósta w sztafecie, dziesiąta w biegu na 5 km i jedenasta w biegu na 10 km. Wystąpiła również między innymi na mistrzostwach świata w Lahti w 1978 roku, zajmując siódme miejsce w biegu na 10 km i czwarte w sztafecie.
Jej mężem został szwedzki biegacz narciarski, Sven-Åke Lundbäck.

## Osiągnięcia

### Igrzyska olimpijskie
| Miejsce | Dzień     | Rok  | Miejscowość | Konkurencja             | Czas biegu | Strata   | Zwyciężczyni     |
| ------- | --------- | ---- | ----------- | ----------------------- | ---------- | -------- | ---------------- |
| 14.     | 7 lutego  | 1976 | Innsbruck   | 5 km stylem klasycznym  | 15:48,69   | +1:05,90 | Helena Takalo    |
| 10.     | 10 lutego | 1976 | Innsbruck   | 10 km stylem klasycznym | 30:13,41   | +1:19,65 | Raisa Smietanina |
| 4.      | 12 lutego | 1976 | Innsbruck   | Sztafeta 4 × 5 km       | 1:07:49,75 | +2:24,93 | ZSRR             |
| 10.     | 15 lutego | 1980 | Lake Placid | 5 km stylem klasycznym  | 15:06,92   | +36,10   | Raisa Smietanina |
| 11.     | 18 lutego | 1980 | Lake Placid | 10 km stylem klasycznym | 30:31,54   | +1:14,00 | Barbara Petzold  |
| 6.      | 21 lutego | 1980 | Lake Placid | Sztafeta 4 × 5 km       | 1:02:11,10 | +3:05,22 | NRD              |

### Mistrzostwa świata
| Miejsce | Dzień     | Rok  | Miejscowość | Konkurencja             | Czas biegu | Strata   | Zwyciężczyni    |
| ------- | --------- | ---- | ----------- | ----------------------- | ---------- | -------- | --------------- |
| 12.     | 20 lutego | 1974 | Falun       | 10 km stylem klasycznym | 31:25,78   | ?        | Galina Kułakowa |
| 5.      | 23 lutego | 1974 | Falun       | Sztafeta 4 × 5 km       | 1:02:57,39 | +2:11,01 | ZSRR            |
| 7.      | 18 lutego | 1978 | Lahti       | 10 km stylem klasycznym | 37:01,72   | +41,4    | Zinaida Amosowa |
| 11.     | 20 lutego | 1978 | Lahti       | 5 km stylem klasycznym  | 18:53,50   | +49,90   | Helena Takalo   |
| 4.      | 22 lutego | 1978 | Lahti       | Sztafeta 4 × 5 km       | 1:13:25,08 | +1:31,07 | Finlandia       |
| 15.     | 25 lutego | 1978 | Lahti       | 20 km stylem klasycznym | 1:13:00,85 | +3:57,91 | Zinaida Amosowa |
| 9.      | 21 lutego | 1982 | Oslo        | 5 km stylem dowolnym    | 14:30,2    | +35,0    | Berit Aunli     |
| 6.      | 24 lutego | 1982 | Oslo        | Sztafeta 4 × 5 km       | 1:02:15,9  | +2:19,9  | Norwegia        |

### Puchar Świata

#### Miejsca w klasyfikacji generalnej
- sezon 1981/1982: 36.

#### Miejsca na podium
Carlzon-Lundbäck nigdy nie stanęła na podium zawodów PŚ.